# Língua tétum

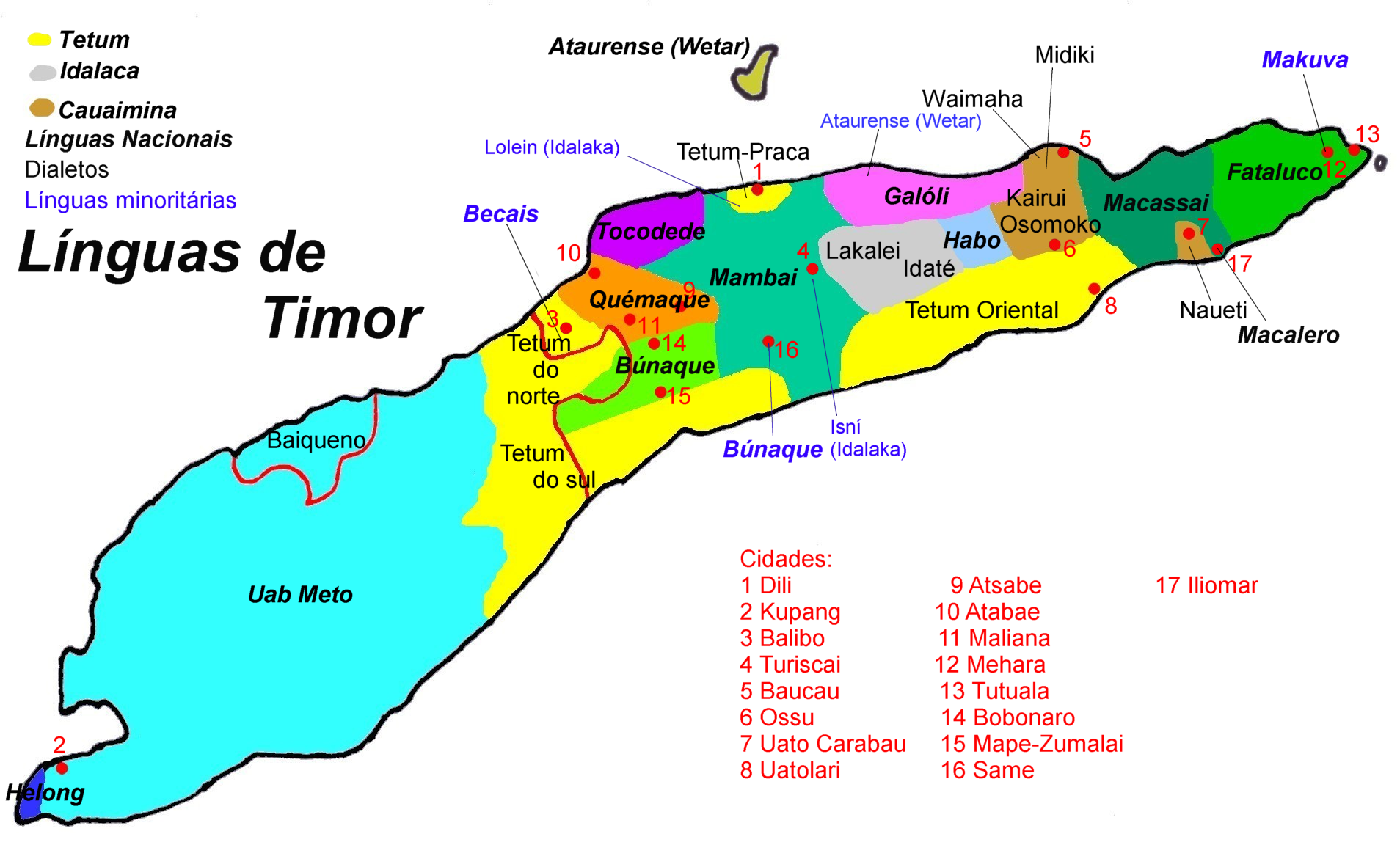
Línguas em Timor

O tétum (em tétum: tetun), também chamado de teto, é a língua nacional e co-oficial de Timor-Leste. É uma língua austronésia — como a maioria das línguas autóctones da ilha — com muitas palavras derivadas do português e do malaio.
O primeiro tétum, o tétum-térique (em tétum: Tetun-Terik), já se havia estabelecido como língua franca antes da chegada dos portugueses, aparentemente em consequência da conquista da parte oriental da ilha pelo império dos Belos e da necessidade de um instrumento de comunicação comum para as trocas comerciais.
Com a chegada dos portugueses à ilha, o tétum apodera-se de vocábulos portugueses e malaios e integra-os no seu léxico, tornando-se uma língua crioula e simplificada — nasce o tétum-praça (em tétum: Tetun-Prasa).
Muito embora em finais do século XIX, os jesuítas de Soibada tenham já traduzido para tétum parte da Bíblia e, em 1913, o governador da colónia tenha tentado introduzir o tétum no sistema educativo timorense, é apenas em 1981 que a Igreja adota esta língua na liturgia.
Se bem que o português fosse a língua oficial do então Timor Português, o tétum-praça serviu como língua franca, derivando grande parte do seu vocabulário do português. Quando a Indonésia invadiu e ocupou Timor-Leste em 1975, declarando-o a vigésima sétima Província da República, o uso do português foi proibido. Mas a Igreja Católica, em vez de adotar a língua indonésia (bahasa, como às vezes erradamente é chamada, é uma palavra indonésia que significa língua) como língua litúrgica, adotou o tétum, tornando-o num pilar da identidade cultural e nacional.
Atualmente, o tétum é a língua com maior expressão em Timor-Leste. Apesar de o tétum-praça possuir variações regionais e sociais, hoje o seu uso é alargado porque é compreendido por quase toda a população timorense. É este tétum-praça que foi adotado como "língua oficial" com a designação de Tétum Oficial. O alfabeto utilizado é o tétum.

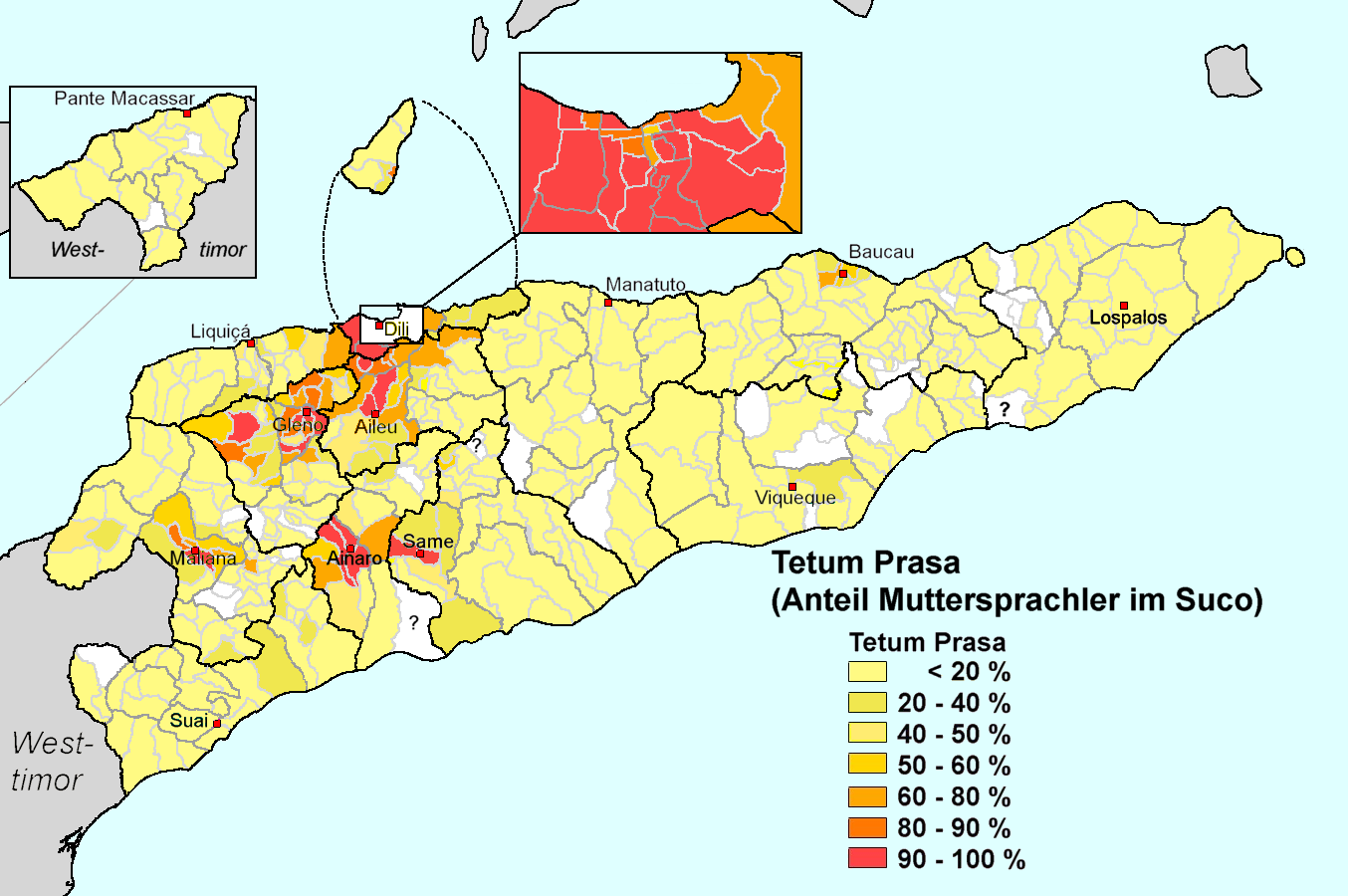
Tétum Praça

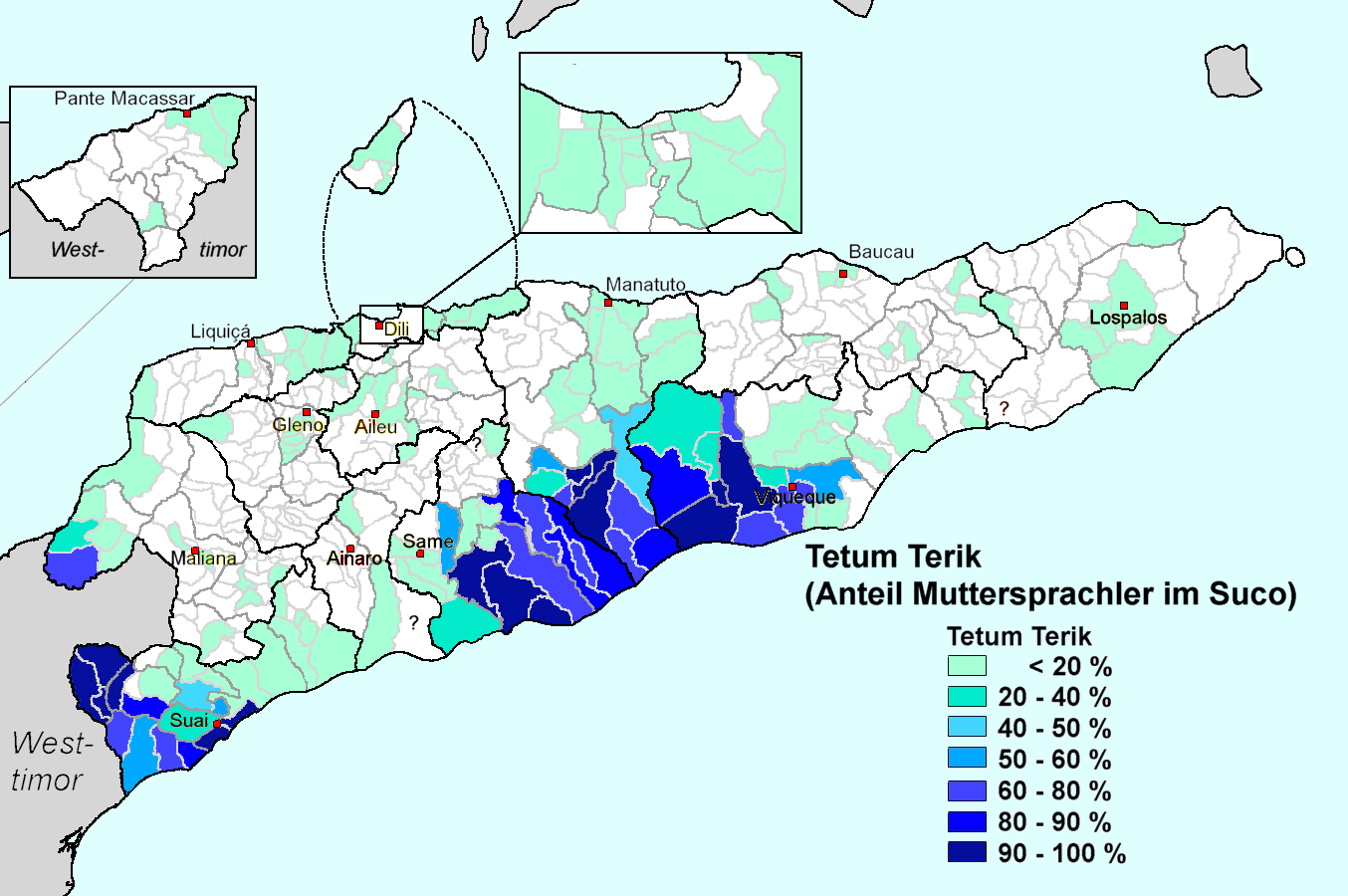
Tétum-Terique

## Gramática
A gramática do tétum é relativamente fácil, já que não há géneros, nem conjugações de verbos, nem artigos definidos. Então feto pode traduzir-se com 'mulher' ou 'a mulher'. Da mesma maneira, não se usa o plural habitualmente para os nomes, se bem que seja possível usar a palavra sira ('eles') para ênfase.
- feto — [a] mulher
- feto sira — [as] mulheres

No caso de palavras de origem portuguesa, usa-se o plural distinto, com o sufixo s:
- Estadus Unidus — Estados Unidos (também Estadu Naklibur sira)
- Nasoens Unidas — Nações Unidas (também Nasaun Naklibur sira)

Não há verbos como 'ser', 'estar' nem 'ficar', mas pode-se usar a palavra la'ós (literalmente 'não é') para indicar o negativo.
- Timoroan la'ós Indonézia-oan. — Os timorenses não são indonésios.

- Lia-indonézia la'ós sira-nia lian. — O indonésio não é a língua deles.

Da mesma maneira, maka (que se traduz aproximadamente como 'é que')
- Xanana Gusmão maka ita-nia Prezidente. — É o Xanana Gusmão que é o nosso Presidente.

- João maka gosta serveja. — É o João que gosta de cerveja.

O particípio passado não é usado habitualmente excepto para ênfase, quando a palavra ona ('já') é adicionada ao fim da frase.
- Ha'u han. — Como.
- Ha'u han etu. — Como/comi arroz.
- Ha'u han etu ona. — Comi/tenho comido arroz.

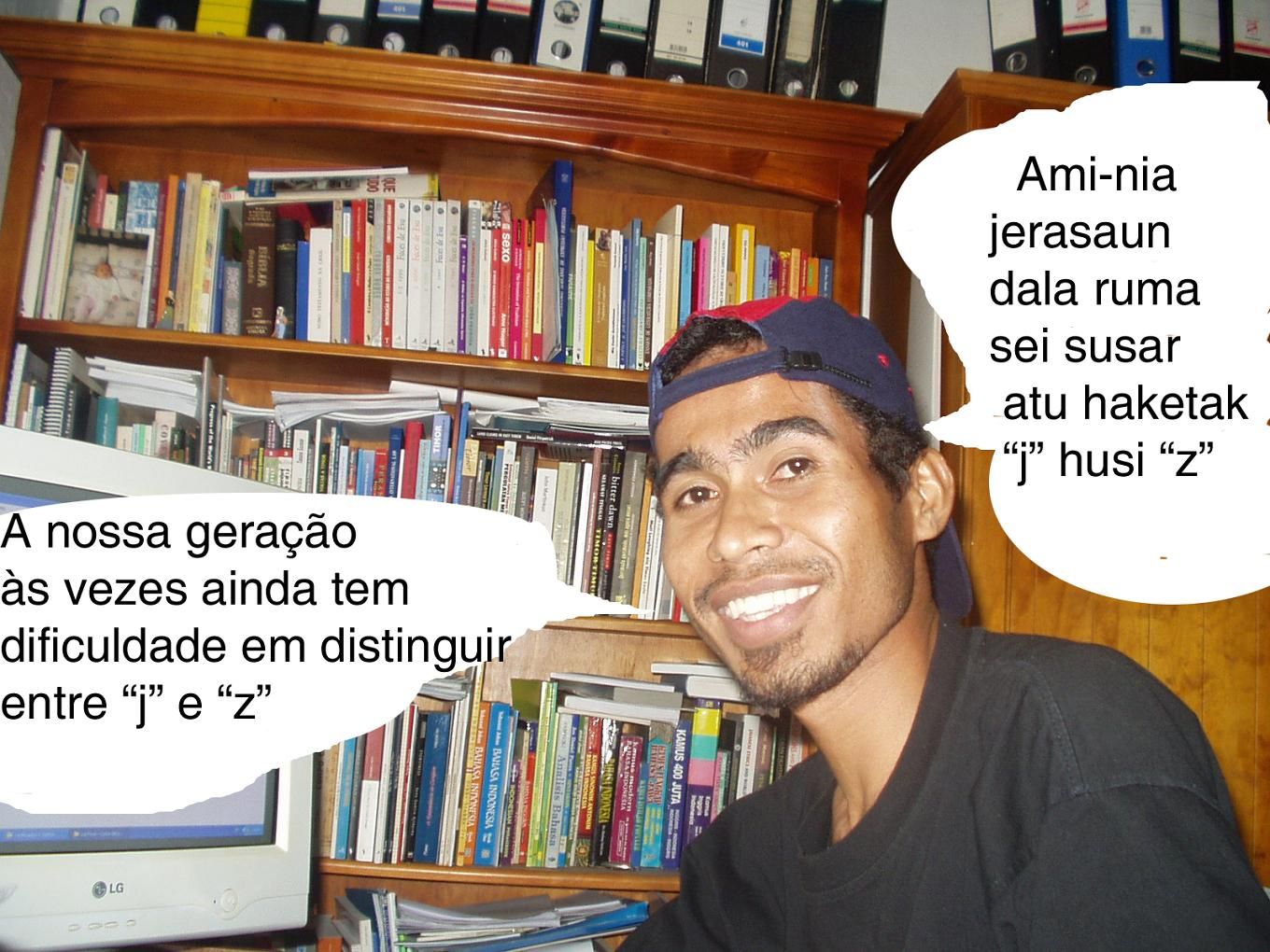
tétum e português

Como o malaio, o tétum usa duas formas de 'nós': ami (equivalente a 'kami' em malaio) que é exclusiva, e ita (equivalente a 'kita' em malaio), que é inclusiva. 
- Ita-nia rai — O nosso país. (O meu país e o teu.)
- Ami-nia karreta — O nosso carro. (O carro da nossa família, não o teu).

## Ortografia
As primeiras obras sobre ortografia do tétum são de origem portuguesa. Data de 1889 a publicação do primeiro dicionário de tétum, o Diccionario de Portuguez-Tetum do padre Sebastião Maria Aparício da Silva. Já no século XX, em 1907, pela mão de Rafael das Dores, vê a luz do dia o Diccionario Teto-Portuguez. Manuel Patrício Mendes e Manuel Mendes Laranjeira colaboram para um novo Dicionário Tétum-Português, em 1935. Artur Basílio de Sá, em 1952, publica as suas Notas sobre linguística timorense: Sistema de representação fonética.
Sendo obras de portugueses, numa época em que o único meio de instrução autorizado nas escolas timorenses era o português, o objetivo dos autores residia em definir sistemas ortográficos do tipo fonético, de modo a ajudar os estrangeiros a falarem tétum, e não tanto em dotar os timorenses de um meio literário indígena. Seguem ortografias algo conservadoras, por regra observando as convenções portuguesas. No entanto, introduzem também diversas inovações, algumas das quais foram ganhando raiz nos hábitos locais de escrita e acabaram por ser integradas na ortografia oficial atual.
As primeiras tentativas de criação de uma ortografia própria com vista a tornar o tétum numa língua nacional e oficial só chegaram com a época da descolonização, começando com a campanha de alfabetização, desenvolvida pelo curto governo da Fretilin em 1975, com a publicação de Como vamos alfabetizar o nosso povo Mau Bere de Timor-Leste pelo Comité da Fretilin para a Literacia.
Em 1980, com Timor-Leste transformado em Timor Timur e o português já proibido, a Comissão Litúrgica da Diocese de Díli edita diversos lecionários e um Ordinário da Missa: Texto Oficial Tétum. Desde 1975 e até 1996 um grupo de linguistas internacionais e timorenses sediados na Austrália, a Comissão Internacional para o Desenvolvimento de Timor-Leste, prepara os Princípios de Ortografia Tétum: Sistema Fonémico e publica um Standard Tetum-English Dictionary, de autoria de Geoffrey Hull.
Estes trabalhos foram completados entre 2001 e 2002 pelo Instituto Nacional de Linguística (INL), autoridade linguística do recém-libertado país, que publicou Matadalan Ortográfiku ba Tetun Nasionál e Hakerek Tetun Tuir Banati, estabelecendo uma ortografia padronizada, em parte baseadas nas reformas ortográficas introduzidas pela Fretilin.
Estes incluíram a simplificação de palavras portuguesas, por exemplo, a educação transliterada como edukasaun, a combinação de letras 'ch' é transliterada como 'x', por exemplo chá, é escrita como xá; a eliminação das consoantes mudas em palavras herdadas do português, por exemplo, istória (história), batizmu (baptismo), asaun (acção), projetu (projecto) e a transliteração do 'lh' e do 'nh' em português para 'll' e 'ñ', consequentemente, senhor em português torna-se señór em tétum e trabalhador torna-se traballadór.
O uso dos dígrafos portugueses 'lh' e 'nh' constituía uma das maiores fraquezas dos sistemas ortográficos do tétum, devido ao facto deste, ao contrário do português, ter um 'h' aspirado. Para além disso, muitas línguas de Timor-Leste têm autênticas sequências consonantais 'lh' e 'nh', em muitos casos como fonemas vulgares.
Como o objetivo foi o de criar uma ortografia pantimorense, que fosse aplicável às diversas línguas nacionais, era imperativo encontrar novos símbolos para substituir 'lh' e 'nh' de origem portuguesa. Alguns linguistas favoreceram 'ly' e 'ny', mas outros consideraram-nos demasiado próximos do indonésio. Propôs-se a introdução de um diacrítico para distinguir 'l' e 'n' como fonemas independentes e polivalentes, nomeadamente colocando um mácron sobre o 'l' e o 'n' indicando serem consoantes longas. No entanto, tais símbolos não facilitavam o uso informático, pelo que acabou por se optar pelo 'ñ' e pelo 'll'.

## Vocabulário
O nome em tétum de Timor-Leste é Timór Lorosa'e, ou o 'país do sol nascente'.
- loro — sol
- loron — dia
- lorosa'e — nascer do sol ou 'leste'

Algumas palavras em tétum:
- barak — muito
- boot — grande
- ki'ik — pequeno
- mane — homem
- feto — mulher
- foho — montanha
- tasi — mar
- mala'e — estrangeiro
- liafuan — palavra
- rain — país
- kuda — cavalo timorense
- manu — frango
- bibi — cabrito
- bibi-russa — veado
- labarik — criança

Palavras derivadas do português:
- aprende — aprender

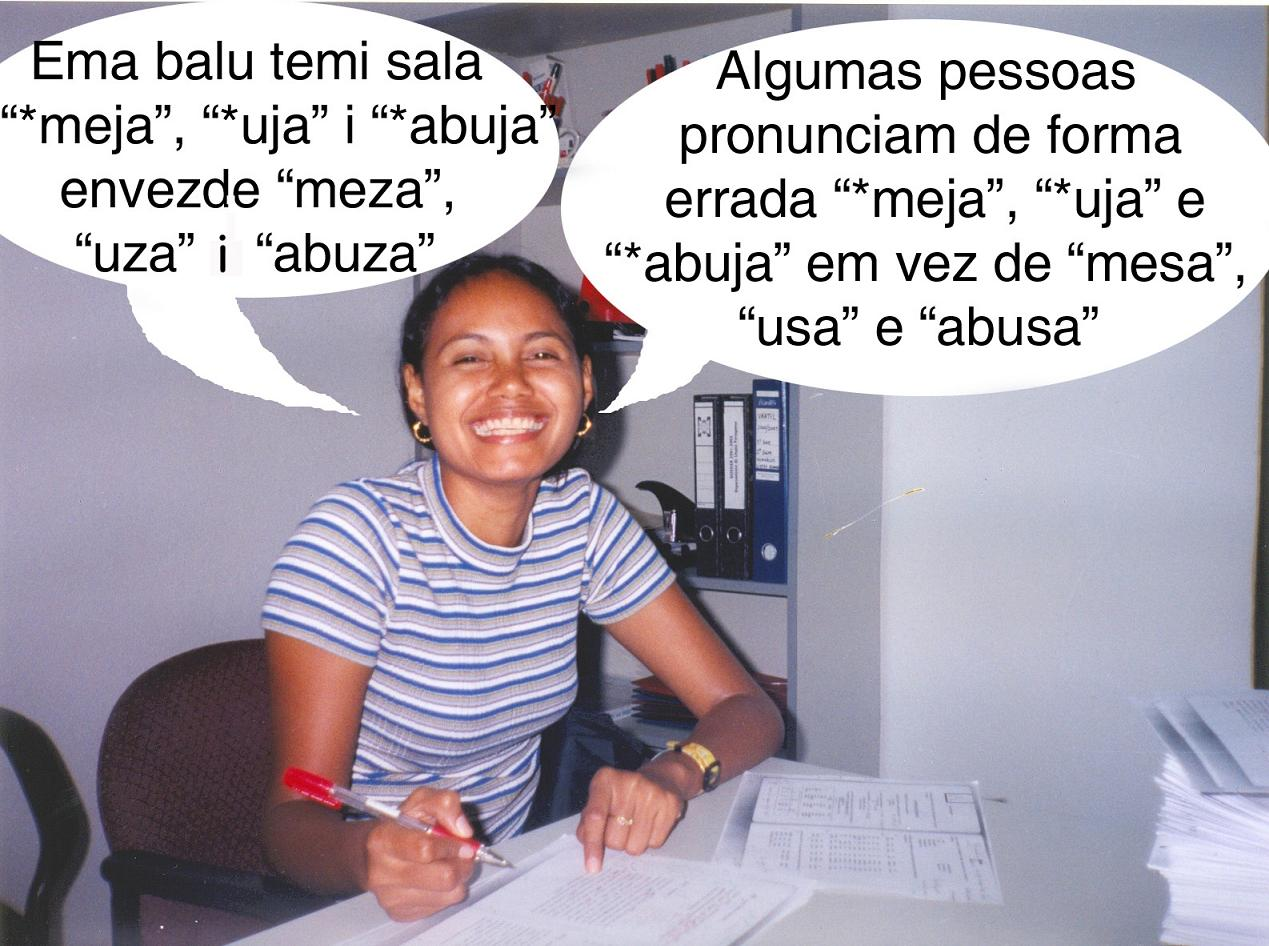
português e tétum

- demais — o mesmo em português (também 'barakliu')

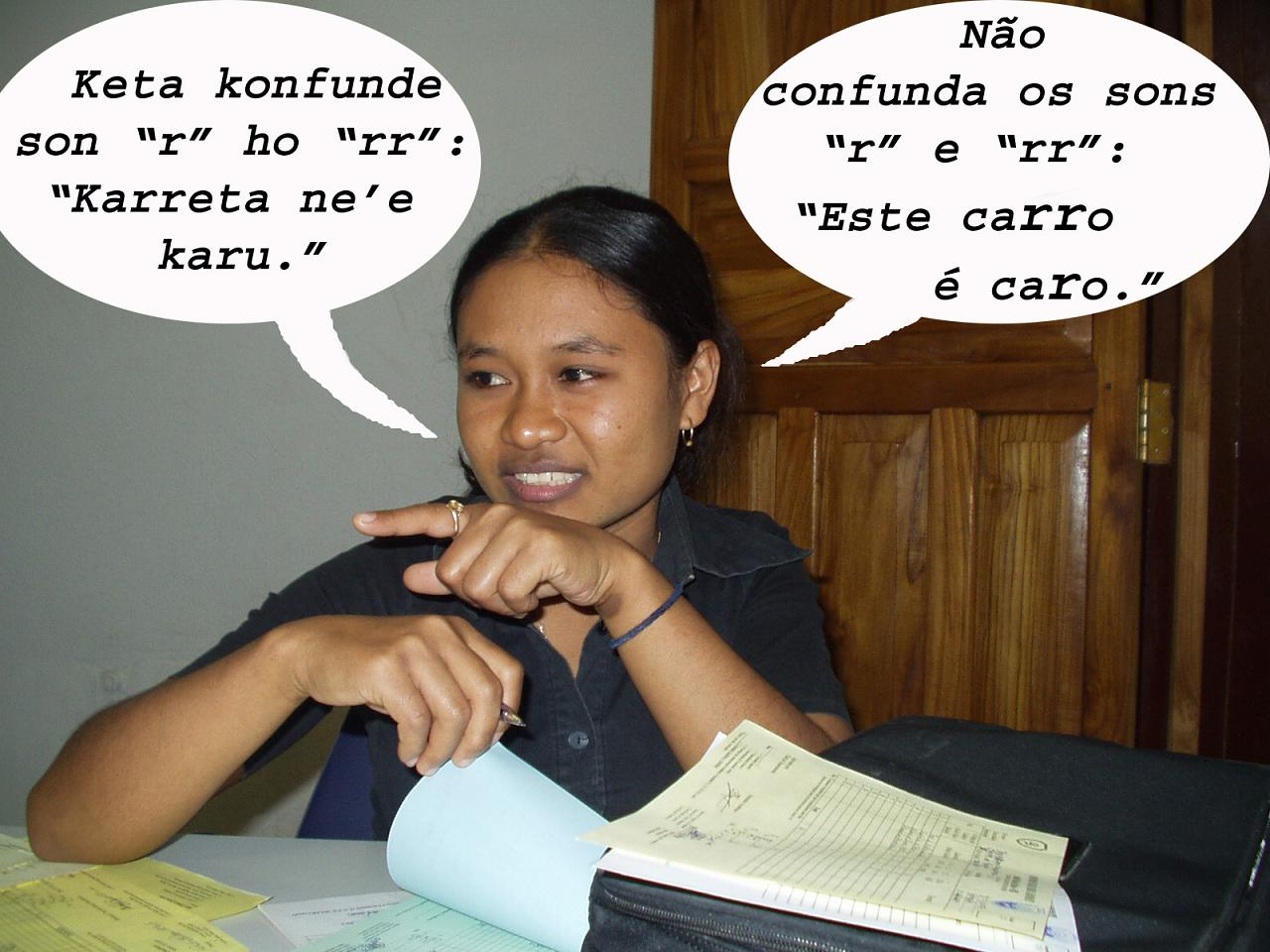
tétum e português

- entaun — então
- eskola — escola
- igreja — o mesmo em português
- istória — história
- paun — pão
- povu — povo
- relijiaun — religião
- serveja — cerveja
- tenke — tem que

Palavras derivadas do malaio:
- barak — muito (de banyak)
- bele — poder (de boleh)
- uma — casa (de rumah)
- dalan — estrada (de jalan)
- karreta — automóvel (de kereta)
- lima — cinco (de limah)

## Números
As palavras malaias e portuguesas para os números são também usadas frequentemente em tétum.

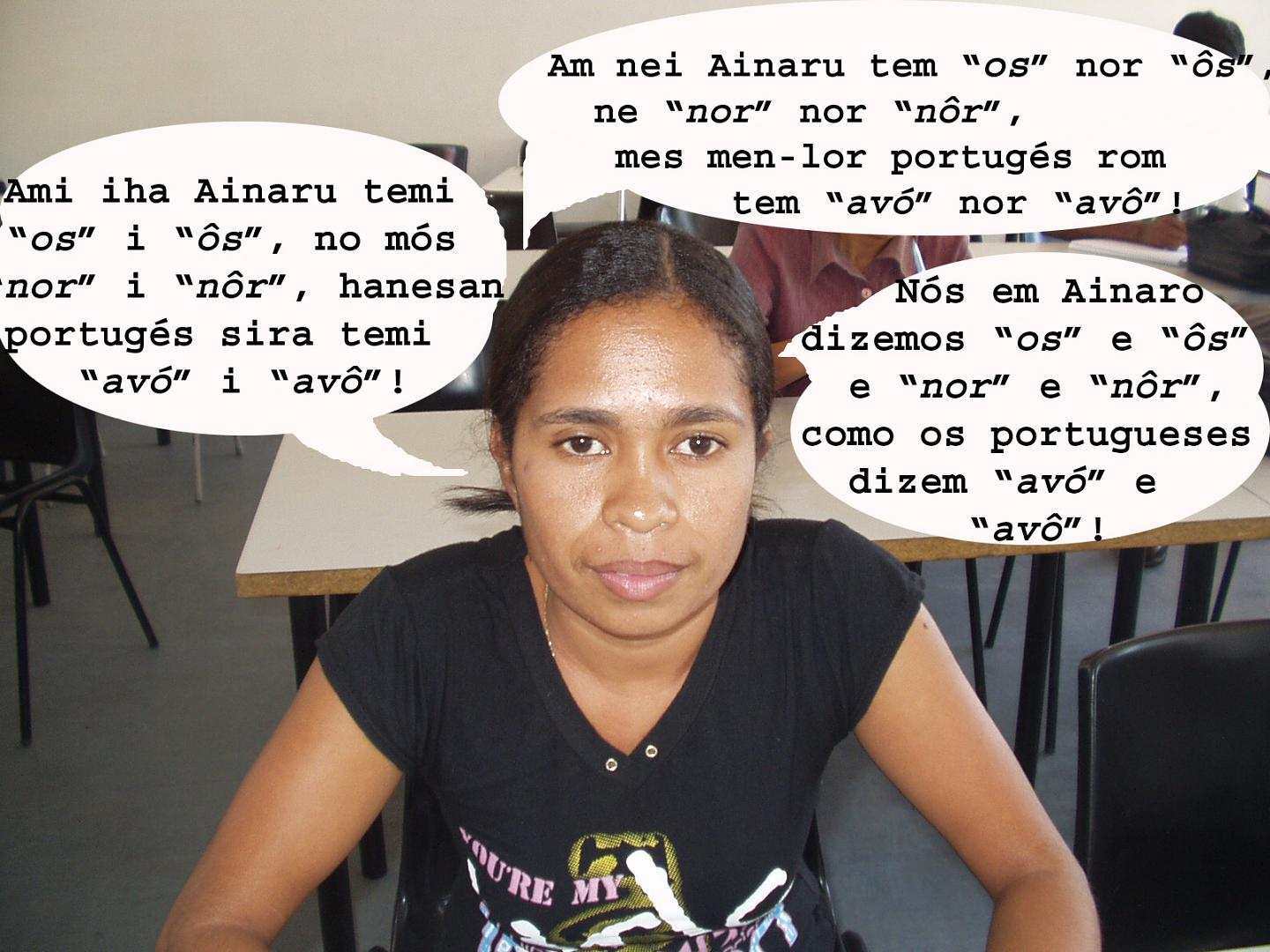
tétum, mambai e português

- ida — um
- rua — dois
- tolu — três
- haat — quatro
- lima — cinco
- neen — seis
- hitu — sete
- ualu — oito
- sia — nove
- sanulu — dez
- sanulu-resin-ida — onze
- sanulu-resin-rua — doze
- sanulu-resin-tolu — treze
- sanulu-resin-haat — catorze
- sanulu-resin-lima — quinze
- sanulu-resin-neen — dezasseis
- sanulu-resin-hitu — dezassete
- sanulu-resin-walu — dezoito
- sanulu-resin-sia — dezanove
- ruanulu — vinte
- ruanulu-resin-ida — vinte e um
- tolunulu — trinta
- haatnulu — quarenta
- limanulu — cinquenta
- neennulu — sessenta
- hitunulu — setenta
- walunulu — oitenta
- sianulu — noventa
- atus ida — cem
- atus ida resin ida — cento e um

## Algumas frases
- Bondia — Bom dia
- Di'ak ka lae? — Como estás? (literalmente: bem ou não bem?)
- Ha'u di'ak — Estou bem.
- Obrigadu — Obrigado
- Ita bele ko'alia tetun? — Podes falar tétum?
- Loos — Sim.
- Lae — Não.
- Ha'u komprende — Compreendo